# Sankt Peter am Wimberg
Sankt Peter am Wimberg é um município da Áustria localizado no distrito de Rohrbach, no estado de Alta Áustria.